# Hennecartia omphalandra
Hennecartia omphalandra är en tvåhjärtbladig växtart som beskrevs av Poisson. Hennecartia omphalandra ingår i släktet Hennecartia och familjen Monimiaceae. Inga underarter finns listade i Catalogue of Life.